# Fotis Mastihiadis
Fotis Mastihiadis (en grec: Φώτιος Μαστιχιάδης; 6 de febrer de 1913 - 17 d'agost de 1997) va ser un jugador d'escacs grec i guanyador del campionat grec d'escacs de 1949. Fora dels escacs, va treballar com a gravador i dibuixant.

## Resultats destacats en competició
A la dècada de 1950 Fotis Mastihiadis era un dels principals jugadors d'escacs grecs. El 1949, va guanyar el campionat grec d'escacs.
Fotis Mastihiadis va jugar representant Grècia a les Olimpíades d'escacs següents:
- El 1950, al primer tauler a la 9a Olimpíada d'escacs a Dubrovnik (+0, =3, -10),
- El 1952, al quart tauler a la 10a Olimpíada d'escacs a Hèlsinki (+1, =5, -5),
- El 1956, al primer tauler de reserva a la 12a Olimpíada d'escacs a Moscou (+1, =1, -5).